# Alby (Ånge)
Alby é um povoado do município de Ånge, na Suécia; com 403 habitantes em 2005.